# Vhils

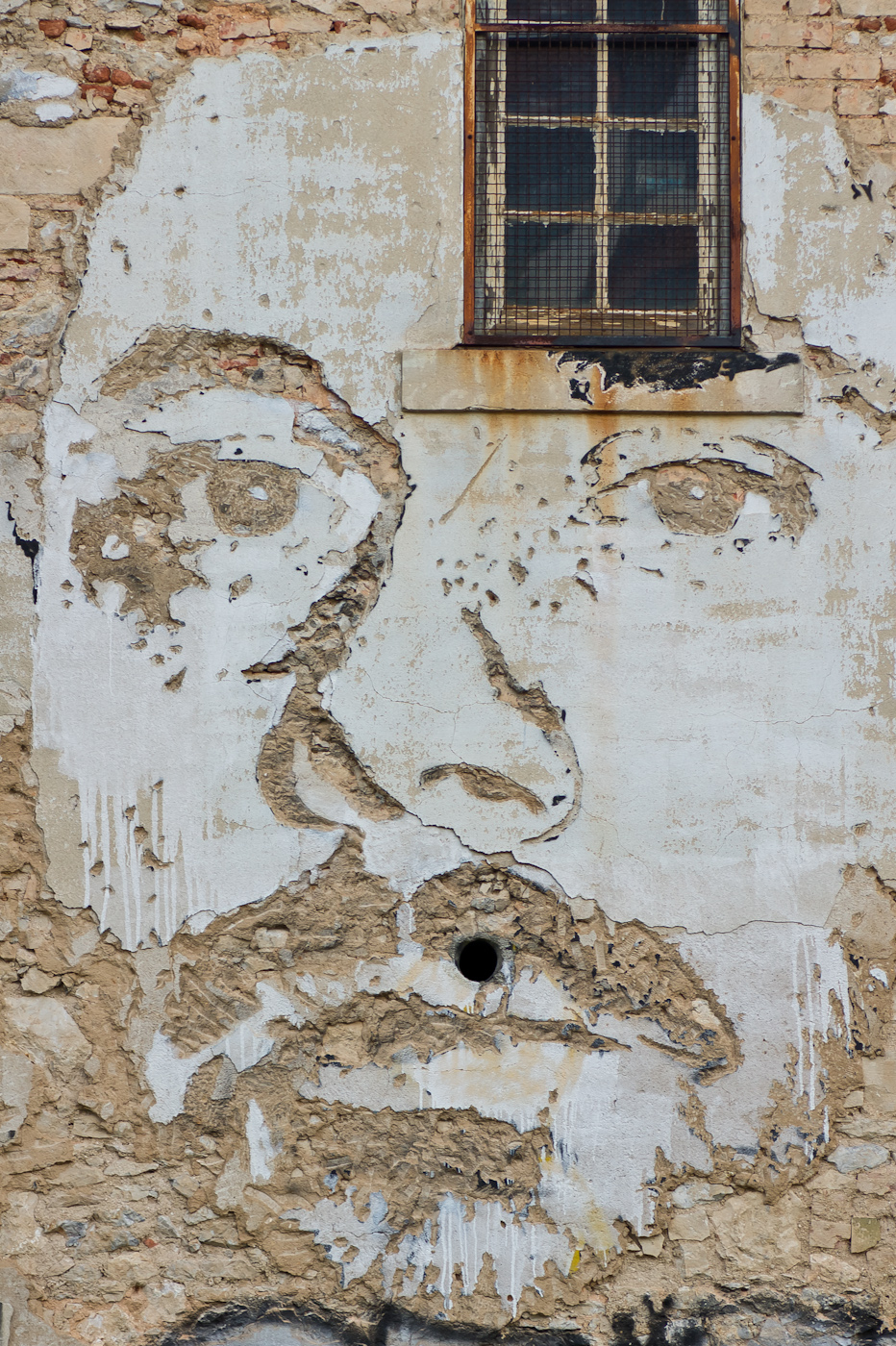
Selbstporträt Vhils' (Lissabon 2011)

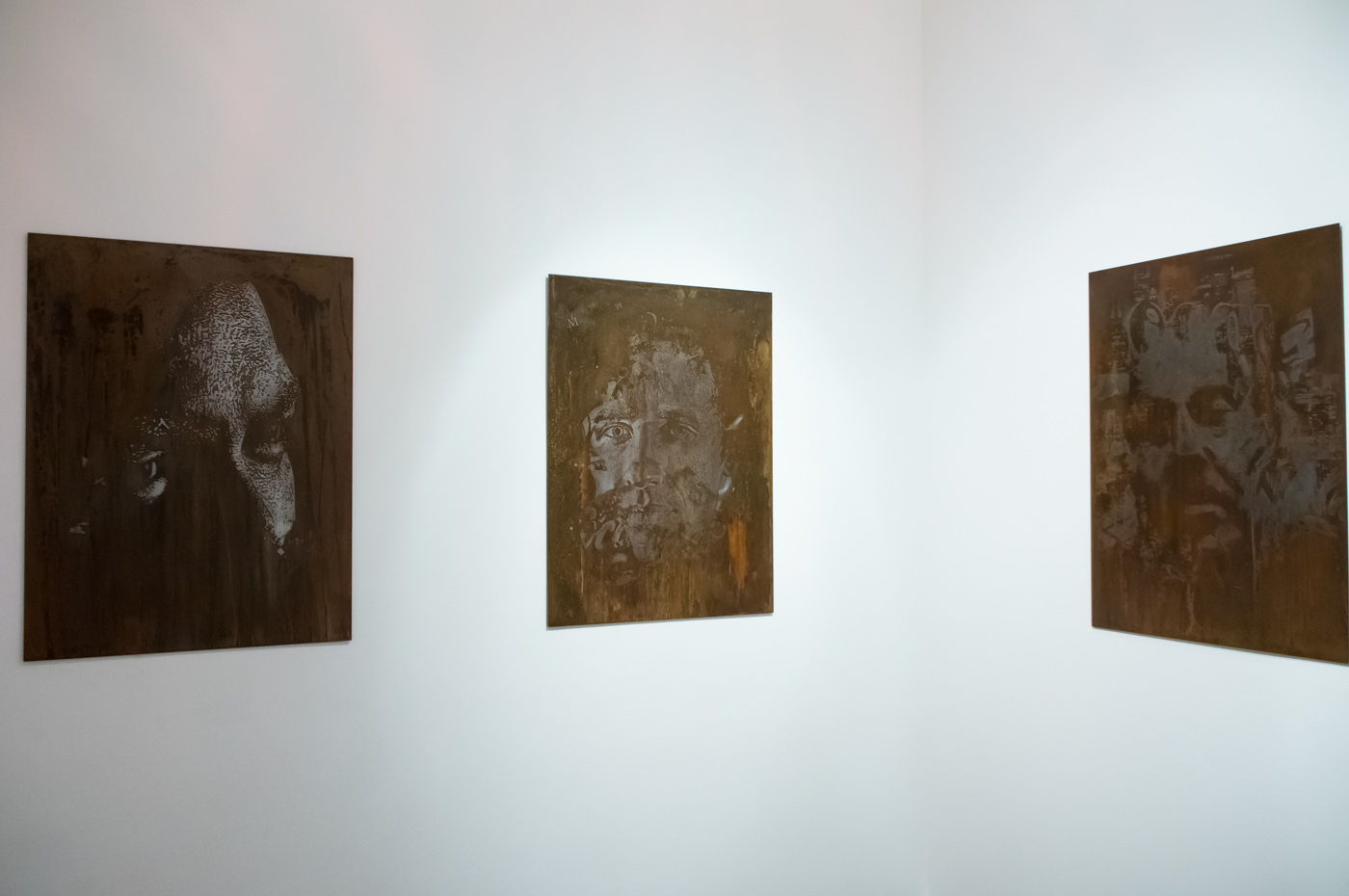
Ausgestellte Werke Vhils (Diorama 2012)

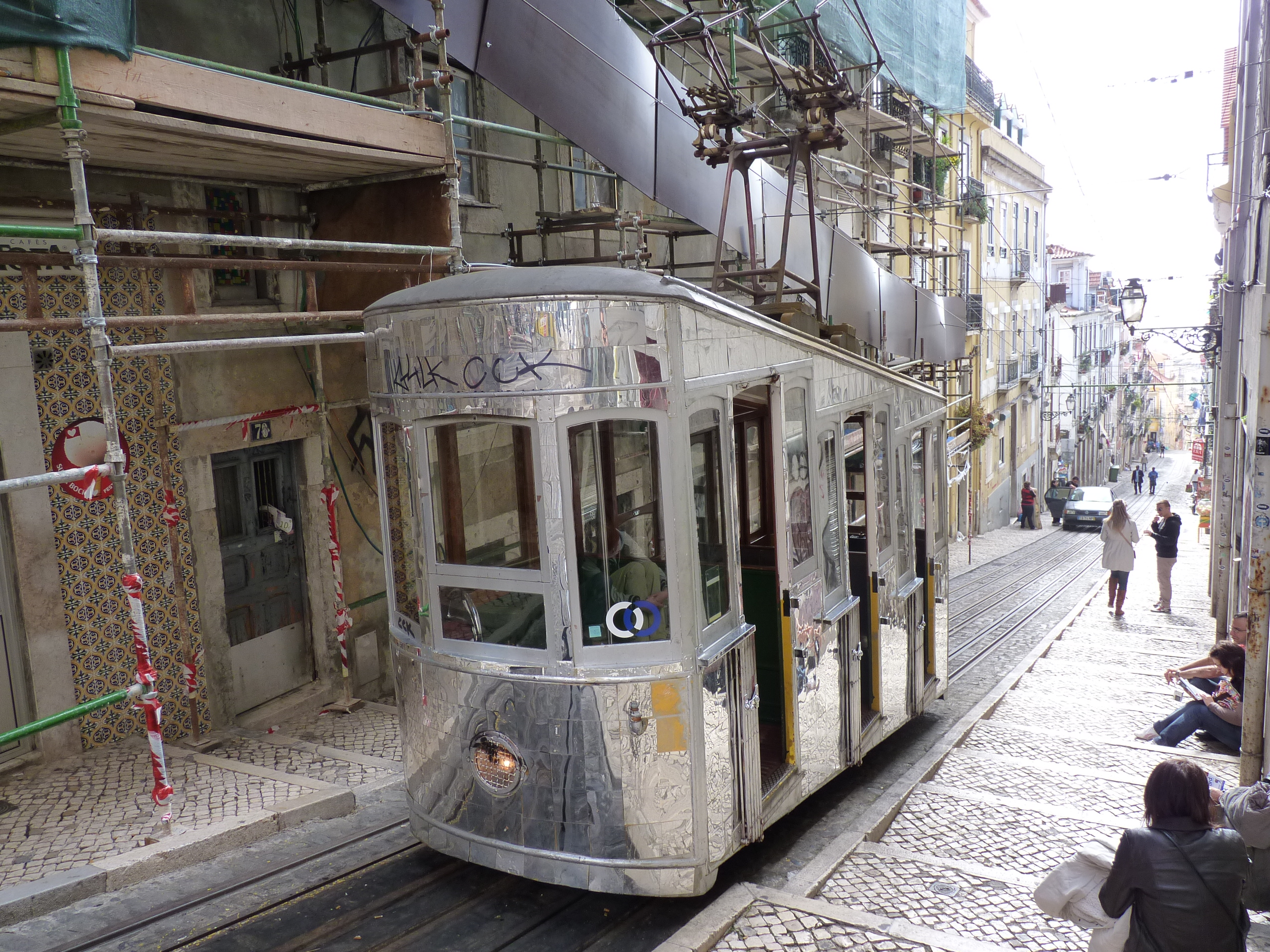
Von Vhils gestalteter Wagen des Elevador da Bica (2010)

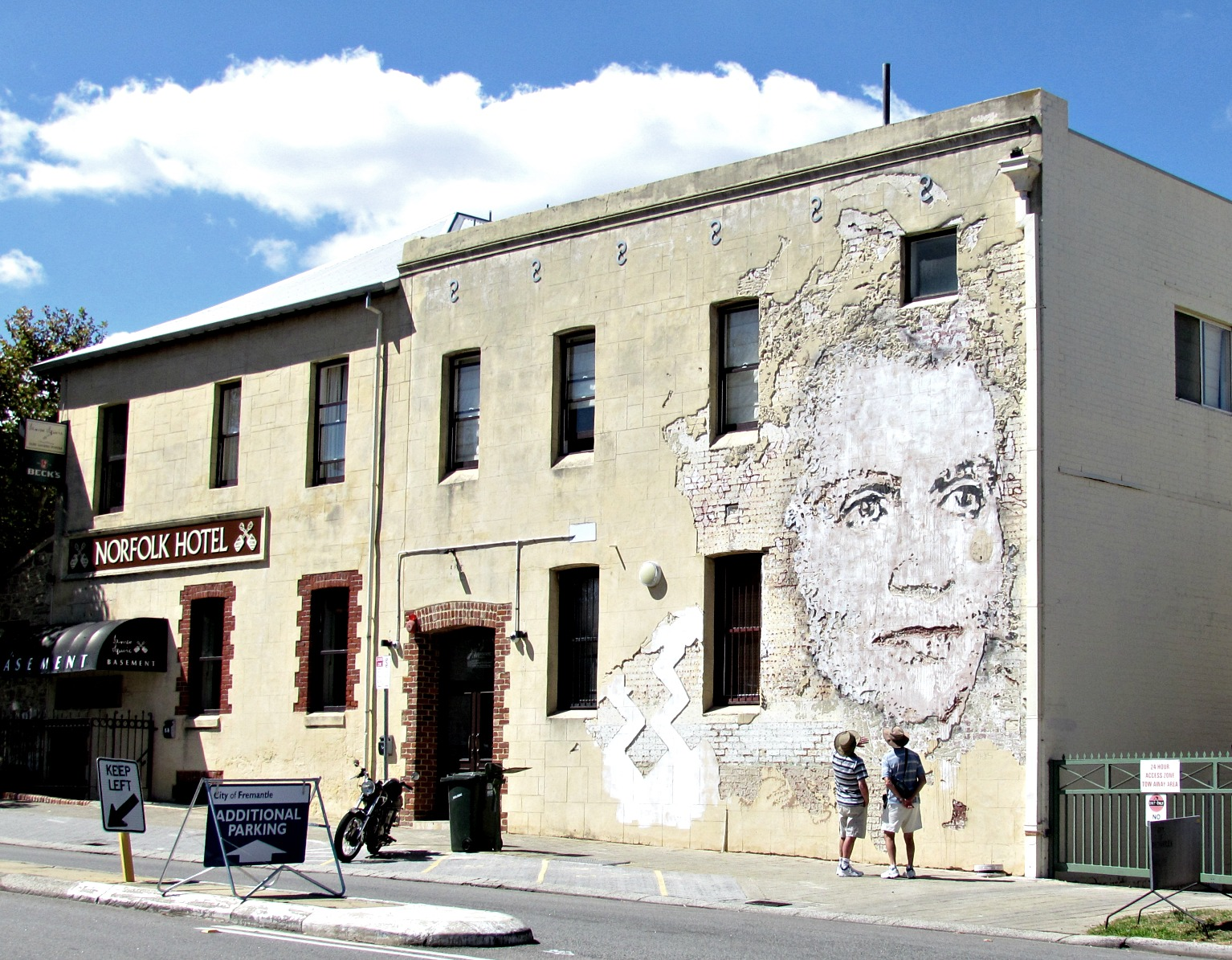
Vhils-Kunstwerk am Norfolk Hotel in Fremantle, Australien (Street Arts Festival, 2013)

Alexandre Farto (* 1987 in Lissabon) ist ein Street-Art-Künstler aus Portugal, der unter seinem Pseudonym Vhils bekannt wurde.

## Leben
Vhils wuchs in der Industrievorstadt Seixal auf. Im Alter von dreizehn Jahren begann er mit dem Sprühen von Graffiti. Um auch breitere Massen der Bevölkerung mit seiner Kunst erreichen zu können, wandte er sich von den Methoden des Graffiti ab und beschäftigte sich mit Streetart. Er fing an Muster und Motive in Werbetafeln zu schneiden, hier liegen unzählige Schichten von Plakaten übereinander, die jedes Mal ein völlig neues, willkürliches Muster beim Bearbeiten durch den Künstler ergeben. Der Vorläufer dieser Kunstwerke ist die Décollage aus Frankreich.
Eine andere von ihm angewandte Technik wurde das Sprengen von Porträts in Häuserwände. Hierbei meißelt und fräst Vhils die Motive aus der Wand heraus, bringt Sprengstoff in den offenen Flächen an, um dann das Porträt wieder heraus zu sprengen.
Seit 2004 gehört Vhils zu den wesentlichen Aktiven der Lissabonner Visual Street Performance-Reihe. Er arbeitete daneben in Werbeagenturen, für Filmanimationen und als Grafiker und Illustrator. 2007 zog Vhils für einige Zeit nach London, um am Central Saint Martins College of Art and Design zu studieren. Tristan Manco (u. a. Kurator der Pictures on the wall) gehörte fortan zu seinen bedeutendsten Förderern. Vhils' Beiträge auf dem von Banksy kuratiertem Cans-Festival in London 2008 sorgten für Aufsehen. Seither gilt Vhils als einer der bekanntesten europäischen Streetart-Künstler.

## Rezeption
Aufgewachsen in den Jahren nach der Nelkenrevolution, wurde Vhils geprägt durch die nachrevolutionären politischen Wandbilder und ihre fortschreitende Ablösung durch die Welt der kapitalistischen Werbewirtschaft. Auch die zunehmende Urbanisierung des ehemals ländlich geprägten Umlands sind ein deutlicher Einfluss in Vhils' Arbeit.
Seine Kunst ist in verschiedenen Ländern auf den Straßen zu sehen, aber auch in zahlreichen Ausstellungen weltweit konnte man Werke von ihm betrachten, u. a. in London oder auch im Lissabonner Teatro Nacional D. Maria II. Auch in Deutschland war er bereits zu sehen. So hat er auf Einladung des Kölner Cityleaks-Festivals 2015 in der Venloer Straße (Köln) eine Wand gestaltet. In Berlin hat er im Bezirk Schöneberg eine Brandwand mit dem Gesicht von Sven Marquardt versehen. Auch in Musikvideos sind seine Werke zu sehen, etwa bei der portugiesischen Soul-/TripHop-Band Orelha.
Am 10. Juni 2015 verlieh Staatspräsident Cavaco Silva Vhils das Ritterkreuz des Orden des heiligen Jakob vom Schwert.

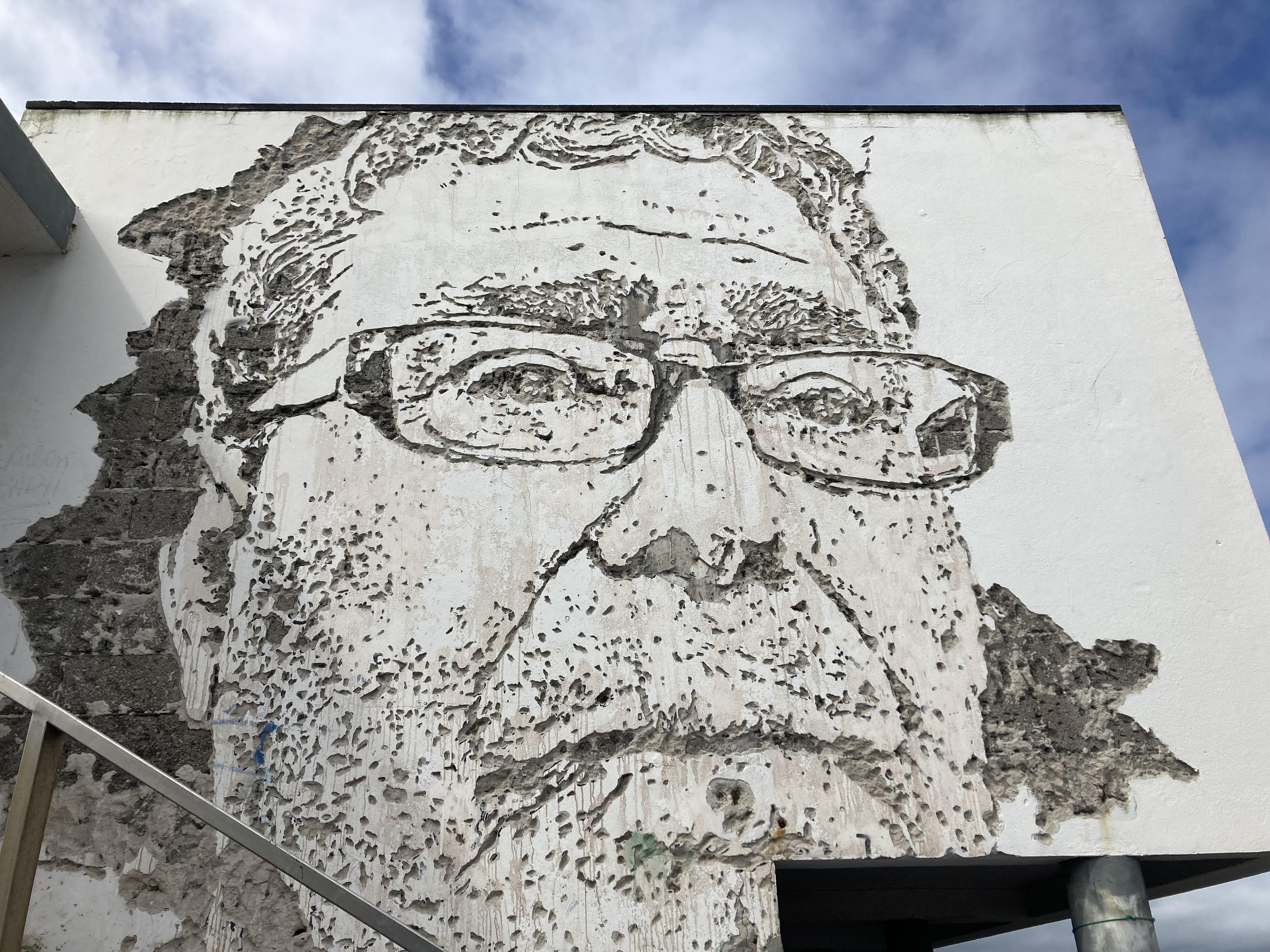
Mural in Rabo de Peixe